# 天宝乡 (安岳县)
天宝乡，是中华人民共和国四川省资阳市安岳县曾经下辖的一个乡。2019年12月，撤销天宝乡，将其所属行政区域划归天林镇管辖。

## 行政区划
天宝乡撤销前下辖以下地区：
九桥村、兰草村、东观村、君寨村、福庄村、碑口村、金湾村、仓沟村和白路村。